# Floresta dos Guarás

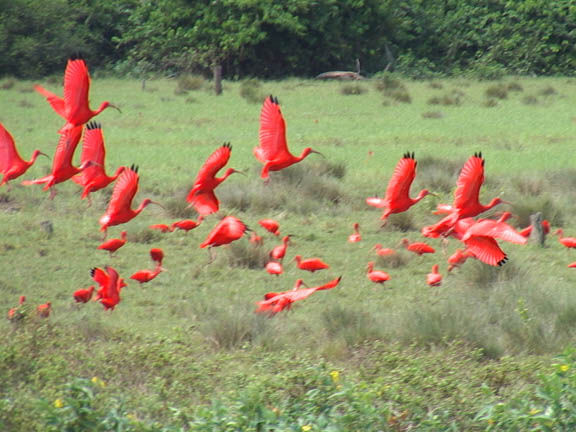
Revoada de Guarás

A Floresta dos Guarás é um pequeno ecossistema brasileiro, localizada no litoral ocidental do estado de Maranhão e banhada pelo oceano atlântico. A floresta dos Guarás forma um incrível ecossistema composta por parte da Floresta Amazônica maranhense em sua flora e fauna, mangues e áreas de restingas.
Abrange os município de Cururupu, Cedral, Guimarães e Porto Rico e faz parte da Área de Proteção Ambiental das Reentrâncias Maranhenses. 

## Etimologia
A floresta recebeu esse nome devido à extrema abundância dessas aves na região.